# 锡剧
錫劇是中國江南一带的地方戏剧，由江蘇省無錫、常州一帶的“滩簧”演变而来，是江苏地区的主要地方剧种之一，曾与越剧、黄梅戏并称为华东三大剧种，被誉为“太湖一枝梅”。

## 历史

### 起源
太湖流域一帶的吳地百姓自古既有唱山歌的習俗，这种艺术形式在春秋战国时代被称为“吴歈”，明代中叶以后，吴地山歌演变为俗曲、滩簧、说书、宣卷等民间说唱表演艺术，锡剧便是由滩簧而来。
清乾嘉时，随着苏南各地昆曲雅部的衰落，以吴地山歌为基调的各种地方戏曲更是竞唱流传，据清代武进籍的诗人赵翼记述，其于乾隆十九年（1754年）回乡时，乡里并未有何戏曲表演，直到乾隆三十七年（1772年）再次回乡时，发现家乡出现了“里俗戏剧”，颇有感触，曾写诗记述：“焰段流传本不经，村伶演作绕梁音；老夫胸有书千卷，翻让童奴博古今。”由此可以推断锡剧的前身，即滩簧出现的时间当在1754生到1772年之间。嘉庆十六年(1811年)，已经辞官告老回乡的赵翼，与老伴同游小茅山庙会，写下了《三月十八日檀桥门首同看小茅山香会经过》一诗，记述他在庙会看“摊簧”春台（旧时农民春作时用条凳木板搭成，可供演出）小戏时的情景：“熙熙人共乐春台，二老相随笑口开。不比帷车避新妇，听他看煞子瞻来。”由此可见，此时摊簧已经非常盛行了。至道光年间，无锡、常州一带“唱滩簧”的半职业艺人，常在乡间或集镇演出，偶尔也进城演唱，甚至于“款待华诞，近人亦喜点滩簧”，流传区域也不断扩大、影响日增，即连苏北的通州也有滩簧演唱。道光间南通人姜长卿《崇川竹枝词》有云：“城河歌吹夜乘凉，不载篷船载小航。水调更番相角胜，昆腔小曲间滩簧。”
此一时期，约嘉庆年间，在无锡查桥白丹山有一名叫阿增的民间手工艺人，善唱吴地山歌，后因家贫入赘无锡东郊严家桥一徐姓人家，生子名徐金巧。金巧自小随父学唱歌，又外出“吃百家饭”时学会了不少小调，于是自成一派，家中亦不再做手艺活而专攻演唱，外人称东乡小调。后徐金巧收徒王文香，两人互相搭调唱对子戏，且对山歌小调进行整理，形成了有18个辙音和一个女鱼音，即现代统称为“18个半”韵脚、一韵到底的“无锡滩簧”。
1903年，王文香又于严家桥收徒袁阿二，改名“仁仪”。由于滩簧中存在一些隐晦段子及不少鼓吹寡妇改嫁一类的作品，在当时被视作淫曲，故为清廷所禁唱，常州府辖内，甚至设有“永禁演唱滩簧”的石碑。于是在王文香病逝后，袁仁仪便只身前往上海寻找机遇，也由此拉开了锡剧兴盛的大幕。

### 发展
辛亥革命后，社会风气趋变，有“孙文闹革命，滩簧可进城”之传言，故袁仁仪在上海重操旧业，收徒以卖唱滩簧。一日，为上海大世界创办者黄楚九耳闻其演唱，颇为欣赏，便邀请袁仁仪去其掌下的婴孩牌香烟俱乐部演出，据《大世界报》“婴孩香烟俱乐部”节目广告，“无锡戏滩袁阿二”在三层楼和影戏一起轮番演出，用的是“苏锡新戏”的称号，可见当时滩簧在沪尚无名气，后经黄楚九亲自宣传，渐为人知，演出地点也从俱乐部、上海小世界跃升至上海大世界。至1920年11月，袁仁仪已在大世界以“无锡滩簧龙凤班”的名义开始演出。
在早前一年，1919年，武进籍的王嘉大和周甫宜也被黄楚九邀请至上海小世界演出滩簧，自称“常州古曲”。1922年，锡帮艺人和常帮艺人分别在大、小世界排演连台本戏《珍珠塔》，打起对台，一改过去单一的对子戏、大小同场戏等旧式滩簧形态，轰动一时。是年3月1日，常、锡两帮艺人开始合演新戏，此后便多合称“常锡文戏”，不久还成立了常锡文戏同业公会，由袁仁仪担任名誉会长，常帮艺人担任会长。
在上海名扬的无锡滩簧，于故乡无锡的发展则并不顺利。由于当时的滩簧剧不仅仍存旧时唱词偶带淫秽之陋，还常与赌博等社会不良习俗联系起来，鲁迅在《阿Q正传》中就曾描绘：“未庄赛神，晚上照例有一台戏，戏台左近，又照例有许多赌摊。”故仍为政府所禁。1927年北伐成功后，无锡县长秦效鲁以摊簧内容“与革命精神不相融合”等为由，逮捕在锡滩簧艺人匡耀良等49人，地方士绅对此亦多加支持，摊簧因此一度改用“南方歌剧”名称。1935年4月，国民党江苏省第一区党务指导员办事处又发出“取缔摊簧以南方歌剧名义演出”的通令；6月，无锡全县娱乐场所停演，无锡县公安局也发出训令：“查南方歌剧，确系摊簧变相，一般青年男女，趋之若鹜，一经薰染，小则丧志，大则危害社会，尤为勿容。”当时社会亦普遍对滩簧无好感，无锡《锡报》曾载“南方歌剧取缔后，摊簧散布四乡，伤风败俗之事连续发现。”不过亦有反对声音，谓“先总理孙中山要唤起民众，摊簧既是较大多数‘中下级民众’所能了解，是不是应该看作最好的‘唤起他们’的工具？是改进缺点、去芜存精，促使发挥积极作用，还是简单粗暴地予以禁绝完毕？……”之后，无锡第一台、中东戏院、耀记戏院联合刊登了一篇《为改良新剧郑重宣言》，恳请政府“别地都有土语歌剧，为什么无锡不能有？把土语歌唱的戏一概说为变相摊簧，这是武断……当局有改良土语歌剧的责任。”此后，在无锡《人报》主编孙德先的号召下，发起了一场改进无锡摊簧的运动，并邀请无锡江苏省立教育学院戏剧教授谷剑尘编排新戏。谷以明代无锡知县王其勤筑城御倭的历史故事，编出新戏《克宝桥》，以此与当时的抗日爱国宣传相呼应。国民党江苏省党部所派来观戏的潘国俊对此剧表示“甚为满意”，赞曰：“土语歌剧能有这样动人，这样技艺，是出于我们意料之外的；假使都能这样，绝无疑义，无锡文戏在艺术上、社教上的评价都是极高的……像《克宝桥》这样的无锡文戏，确是有价值而且进化的土语歌剧。”，并接受了当场递交的《无锡文戏改进意见书》，表示同意成立“无锡文戏改进会”。由此，锡剧艺术更进一步，逐渐摒弃陋习、剧本亦更完善。这也是由“滩簧”改名为“文戏”之由来。
除了常锡文戏外，因语音的不同，还有苏锡文戏一派。1930年前后，袁仁仪的弟子杨云祥在苏州自建家班，并创办的北局戏院，便专演苏锡文戏，主要演员有杨翠英、王佳禄、王呆初、赵小云等三十余人。是时，苏州城内戏院、茶楼均为苏锡文戏占据，报载，每逢演出，“观者人山人海、大有万人空巷之概。”

### 当代

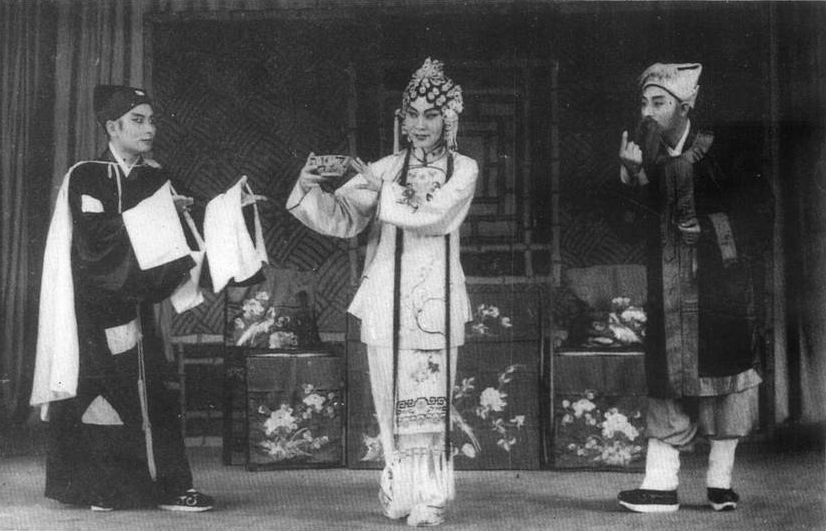
1960年錫劇《金玉奴》劇照

1949年以前，活跃在沪宁线一带的锡剧班社，著名的有梅金海的梅家班、匡耀良的匡家班、杨云祥的杨家班等。1949年以后，中共开办各种艺人培训班，开展“戏改”运动。如上海于1949年、1950年、1951年就开办了三届戏曲研究班，当时在沪的常锡戏班纷纷派人参加学习。1952年8月中旬至9月下旬，苏南行政公署文化事业管理局和苏南文联又针对苏南地区的地方剧团在苏州市举办了地方戏剧团集训班，囊括了江苏地区的大部分锡剧民间职业团体的成员，同时，在征得上海方面同意后，在沪所有锡剧团均返江苏受训，之后又全部分配在本省各地，自此锡剧逐渐退出上海。
除了对原有剧团的改造外，当时的苏南行署区还成立了苏南文联先声实验锡剧团（前身为民间职业剧团先声锡剧团）、无锡市文联首先实验锡剧团（前身为民间职业剧团首先锡剧团）、常州市新华实验常锡剧团（前身为1950年7月成立的常锡文戏新华剧团）三个主要戏改实验剧团。1953年1月1日，南京市、苏北区和苏南区三个行政市、区合并建立江苏省，4月，苏南文联先声实验锡剧团和苏南文工团部分成员组建江苏省锡剧团，此后常锡剧便简称锡剧；11月，江苏省人民政府又一次对锡剧剧团进行整顿并健全了管理制度，全省所有职业锡剧团，先后在无锡、常州、苏州、镇江、南京等地就地登记。1955年5月，无锡市实验锡剧团改称为“无锡市锡剧团”。
作为江苏省重点戏改剧种，锡剧还被推广至苏北地区，如原常州民艺锡剧团划归东台县，成立东台县锡剧团；原无锡市新艺锡剧团划归大丰县，成立大丰县锡剧团；原无锡红旗锡剧团在扬中落户登记，更名为扬中县锡剧团。另外，安徽和浙江也纷纷成立锡剧团，如浙江嘉兴市锡剧团；安徽省郎溪县锡剧团等。1958年4月，江苏省嘉定、金山、青浦三县划归上海市，原嘉定、金山、青浦等锡剧团也归于上海市。
1958年10月、1959年6月，常州市锡剧团和无锡市锡剧团先后奉调进京演出了《双珠凤》、《珍珠塔》等剧目。其时，由无锡市锡剧团王彬彬主演的《珍珠塔》受到了周恩来的关注，称赞说：“你的演唱字正腔圆，别具一格。”不久，《人民日报》发表文章〈锡剧“珍珠塔”在京打响第一炮〉，向全国介绍锡剧。1961年，毛泽东来锡时。在太湖饭店观看了锡剧《珍珠塔》“赠塔”选段，1962年，锡剧《珍珠塔》、《孟丽君》被香港华文公司拍成电影。
文革时期，锡剧团纷纷被迫砍、并、改，相继停止正常演出，有的改为“毛泽东思想宣传队”或直接归属毛泽东思想宣传站领导，停止演出闹革命，如无锡县锡剧团、大丰县锡剧团等。有的则与其它剧种的剧团合并，演歌舞或京剧样板戏，如吴县锡剧团与县沪剧团、评弹团合并成立吴县文工团；江阴县锡剧团、越剧团、评弹团合并成立“毛泽东思想文艺宣传队”；武进县锡剧团与县越剧团合并成立“战斗文工团”等。有的则直接改成京剧剧团演出样板戏，如高淳锡剧团、溧阳县锡剧团、金坛县锡剧团等。有的则被撤销，如丹阳县锡剧团、东台县锡剧团、溧水县锡剧团等等。众多锡剧演职员被迫转业，戏校的学生也被下放。如江苏省戏剧学校锡剧专业演员、音乐班毕业生，被分配至丹阳练湖农场参加农业生产，接受贫下中农的再教育。
文革后期，锡剧演出逐渐恢复，至1980年代再次掀起了锡剧热潮，尤其传统戏，更为群众喜爱，《孟丽君》一剧更曾创下连演十天，天天爆满的记录。但由于演出剧目局限于几个比较经典的传统戏，观众逐渐对千篇一律的演出失去兴趣，戏曲市场开始逐步趋于平淡。同时，文革后恢复建制的多为省市级的锡剧团，大部分县级锡剧团未能及时恢复或恢复不久后就又解散，加之改革开放后，艺术形式多样化，锡剧的影响力逐渐萎缩。为了振兴锡剧，江苏省文化厅曾会同蘇、錫、常三市于1984年至2002年举办了六届锡剧节。1984年，第一届锡剧节在无锡开展，计有江苏、安徽、上海三地24个锡剧团参演，但仍不敌潮流变化，至第二届锡剧节在常州举办时，只有16个锡剧团参演。此时，上海市的三个锡剧团、安徽省的一个锡剧团业已解散，江苏省原有的35个锡剧团已有19个撤销或停止演出。至2002年最后一届锡剧节在苏州举行时，已不得不与滑稽戏节合办，只有11个锡剧团参演了。
锡剧逐渐走向小众的原因，被认为有多方面因素，如有论者谓锡剧在实行剧本制后，为实现剧本的完整性和统一性，音乐上采用了作曲的创作方法，这是地方戏曲规范化的一个重要方面，但却导致了地方戏曲的音乐受到了制约“具体体现在由于缺少对剧本的灵活运用，演员与音乐人员分离，使得演员只能照本宣科，照本演戏”谁作曲就是谁的风格，没有了演员个人的风味及独立的风格。“同时，随着作曲人员的减少，音乐唱腔呈现单一化”随着唱腔单一化趋向的发展，因袭前人，亦步亦趋，缺少突破和创新，造成了锡剧的萎缩不振“到现在，虽然锡剧有很多流派，可是实际上基本只流行两个，男的唱彬彬腔，女的唱梅腔”。
錫劇曾分别被蘇、錫、常三市列爲各自的非物質文化遺產，2008年入選爲“第二批国家级非物质文化遗产名录”。

### 命名由来
旧时锡剧因流派及各家戏班故乡不同，有各种唤名，初有“滩簧”、“古曲”等名，后多以“文戏”自称，如“常锡文戏”、“苏锡文戏”等。至抗战初期，有七个班社在上海湖社茶园联合举行救灾义演，剧目为《三看御妹》。观毕，武进籍前清进士钱振锽谓之：“过去没有武戏故称文戏，如今看《三看御妹》，有文有武，似不宜再称文戏。”七家班社遂共同商议，此后统称“常锡戏”。1949年5月，王汉清等人在上海建立红星锡剧团，此为民间改称常锡剧为锡剧之始。1950年，苏南行政公署将“常锡戏”改名为“常锡剧”，简称“锡剧”。1955年起，正式定名为“锡剧”。

## 表演特色
锡剧唱腔，曲调基本上是上下旬式变化体结构，曲调为簧调，這也是錫劇最古老的腔调。 簧调“源出江南长篇叙事山歌，吸收溶化‘说因果’及苏州弹词等民间音调而成。 ”簧调包括老簧调、簧调慢板、反弓老旦调、中急板、长三腔等多种不同板式的唱腔，感情奔放，旋律丰富，节奏朴素欢快，是一种带有叙事、叙情的曲调。伴奏則以二胡为主，琵琶、三弦、扬琴为辅，并有箫、笛、中胡参与。锡剧在发展的过程中，还吸取了杭州的“大陆板”、苏州的“玲玲调”，戏曲的“迷魂调”与京剧的“高拔子”等以及江南丝竹曲调如“紫竹调”、“绣荷包”等。因此锡剧唱腔优美，曲调丰富多彩。

### 流派
- 彬彬腔：由王彬彬（1921年-2008年）开创，“彬彬腔”起腔高亮，落腔浑厚，首尾腔相呼应。王彬彬在《珍珠塔》、《拔兰花》等剧中，有些唱段调门，起腔就达到了升高八度左右，这在锡剧一般生角中是很少走这样的高腔的。原锡剧研究所所长钱惠荣说：“称王彬彬为锡剧界的泰斗一点不为过，锡剧只有一个王彬彬。王彬彬非常镇得住场子，只要他一上台，闹哄哄的剧场会突然间静下来，他一亮嗓子，尽管没有扩音设施，但剧场内最后一排的观众都能听清楚他唱的每一个字。这就是彬彬腔的独特魅力。”[22]

- 梅派：由梅兰珍（1927年-2012年）开创，“梅派”腔随神异、灵活多变，有着华丽多彩的特色，旋律跌宕，人称：“一个剧目一个样，一个人物一个腔”。“梅派”唱腔对偏音的巧妙运用，推动了锡剧音乐由五声音阶向七声音阶的过渡。中国戏剧家协会副主席阿甲曾为梅兰珍题词：“锡剧梅派兰珍腔，媲美京戏梅兰芳；咬字嚼韵吐珠玉，举手弹指秀词章。曲高和众继传统，随流不俗创新腔；休道锡调限地域，太湖之水通大江。”[23]

- 吴派：由吴雅童（1919年-）开创，吴雅童唱腔上承袭了王嘉大字真、句笃、板正的稳健功法，吸收了锡剧前辈李如祥平易、舒展、含蓄的飘逸风味。又根据自身条件，扩展了音域，起伏更跌宕，顿挫更分明，颇具风雅小生特征。吴雅童早先主要演小生，直到1961年患声带肿瘤，手术后嗓音不及先前，便改演丑行，自此专攻表演，同时，在声腔上创造了真假声并用、男女声糅合、唱中有说、说唱相连和借助语势以声传情的丑角唱腔，与高亢地“彬彬腔”形成对比。吴雅童在锡剧界有“唱煞王彬彬，做煞吴雅童”、“别具一格的锡丑”等美誉。[24]

- 姚派：由姚澄（1926年-）开创，姚澄素有錫剧皇后之誉，其自小学习冯美珍、范爱英、陈宝凤和杨企雯等人的花旦唱腔，继承和发展了她们亲切感人、纯朴大方、吐字清晰、用气均匀等演唱技巧、特点，并形成了感情深厚、真挚亲切的唱腔流派。[25]

## 传统剧目
锡剧传统剧目有《宝莲灯》、《武松杀嫂》、《薛刚闹花灯》、《金玉奴》、《昭君出塞》、《珍珠塔》、《描金凤》、《孟丽君》、《梁祝》、《碧玉簪》《双珠凤》、《何文秀》、《双推磨》、《二度梅》等200余个。

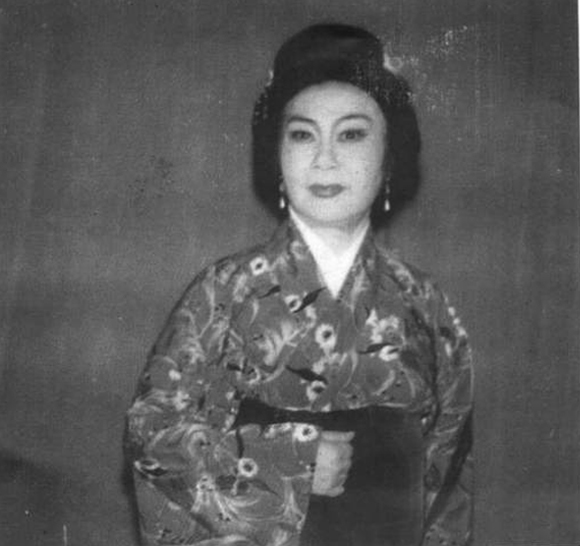
知名錫劇演員梅蘭珍於《鑑湖女俠》中飾演秋瑾的劇照。梅蘭珍曾與越剧名家戚雅仙、弹词名家徐丽仙及沪剧名家杨飞飞並稱爲江南四大悲旦。

## 著名演员
- 前辈艺人

袁仁仪、周甫艺
男三鼎：沈阿焕、郑桂芬、匡耀良
女三鼎：白玉秀、周菊英、徐林美
四祥小生：李如祥、金德祥、周宝祥、杨云祥
- 当代名角

江苏省锡剧团：姚澄、王兰英、沈佩华、倪同芳、周东亮
无锡市锡剧院：王彬彬、梅兰珍、季梅芳、汪韵芝、小王彬彬、袁梦娅、潘佩琼、黄静慧
常州市锡剧院：吴雅童、沈素珍、杨企雯、崔龙海、王胜标、沈惠兰